# Situla lanosa
Situla lanosa is een zakpijpensoort uit de familie van de Octacnemidae. De wetenschappelijke naam van de soort werd in 1973 voor het eerst geldig gepubliceerd door Claude en Françoise Monniot.